# Неравенство Эрдёша — Морделла

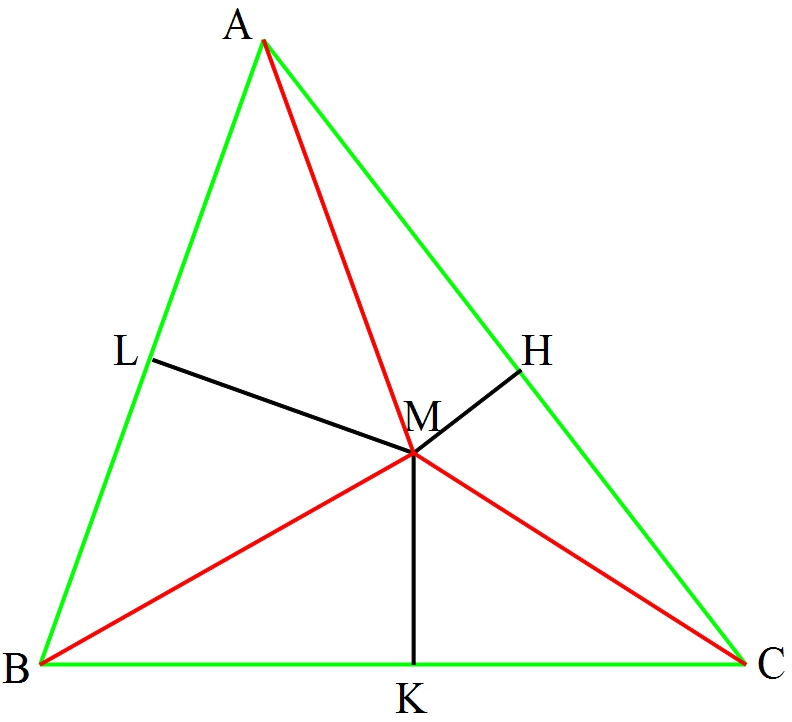
Неравенство Эрдёша — Морделла : MA + MB + MC ≥ 2(MH + MK +ML)

Неравенство Эрдёша — Морделла (неравенство Эрдёша — Морделла — Барроу) — планиметрическое утверждение, устанавливает связь между расстояниями от точки внутри треугольника до его сторон с расстояниями от той же точки до вершин треугольника.

## Неравенство
Пусть точка {\displaystyle M} лежит внутри треугольника {\displaystyle ABC}. Обозначим расстояния от точки {\displaystyle M} до сторон {\displaystyle BC,CA,AB} треугольника через {\displaystyle d_{a},d_{b},d_{c}}, а расстояния от точки {\displaystyle M} до вершин {\displaystyle A,B,C} через {\displaystyle R_{a},R_{b},R_{c}}.
Тогда
{\displaystyle R_{a}+R_{b}+R_{c}\geqslant 2(d_{a}+d_{b}+d_{c}).}

## История
Эрдёш выдвинул это утверждение в качестве гипотезы в 1935 году (Erdős 1935). Через два года доказательство дал Морделл (Mordell & Barrow 1937). Однако его доказательство было весьма сложным. Более простые доказательства даны в (Kazarinoff 1957), (Bankoff 1958) и (Alsina & Nelsen 2007).